# Aprilia
Aprilia este o companie italiană de motociclete, una dintre mărcile deținute de Piaggio. Începând ca producător de biciclete, a trecut la fabricarea de scutere și motociclete de mică capacitate. În perioadele mai recente, Aprilia a produs motociclete mari de sport, cum ar fi RSV Mille de 1.000 cc V-twin și V4 RSV4. Aprilia s-a bucurat de un succes considerabil în cursele de șosea.

## Legături externe
Materiale media legate de Aprilia la Wikimedia Commons
- Site web oficial
- Aprilia pe Curlie
- OEM spare parts price aggregator Arhivat în 8 noiembrie 2020, la Wayback Machine.